# 池之坊満月城火災
池之坊満月城火災（いけのぼうまんげつじょうかさい）とは、1968年（昭和43年）11月2日未明、兵庫県神戸市兵庫区（現・北区に分区）有馬町の有馬温泉「池之坊満月城」で発生した火災事故である。
死者30人、負傷者44人に及ぶ被害を出した。

## 概要
兵庫県神戸市の有馬温泉にあった池之坊満月城は伝統ある旅館であり、多くの建物を有し収容人数も800名以上を誇った。しかし、増築に増築を重ねに重ねた結果、旅館は迷路のような構造になっており、万一のときは避難が難しくなっていた。さらに自動火災報知機が建物の一部にしか設置されていないのを始め、消火器、消火栓、避難設備等にも不備があった。このような防火体制の不備を消防署は事前に指導し、旅館側も承諾していたものの、誓約書を提出しただけで実際は改善されておらず、また火災時にはさらに新たな棟を建設中であった。
1968年（昭和43年）11月2日午前2時30分頃、宴会場である「仁王殿」2階のサービスルーム（宴会用の料理の配膳や酒の燗などを行なう準備室）から出火。寝静まった深夜の出火に加え、前述の通り、自動火災報知機の設置不備といった防火体制の不備、増築を重ねたことによる複雑な構造、可燃材料の内装材による有毒ガスとフラッシュオーバーなどの悪条件が重なり、避難は難航した。中には煙が自室に侵入して初めて火災と知った宿泊客すらいたという。
同日の午前5時45分頃に鎮火。別館の木造2階建と共に本館など6棟に延焼し、合計6550 m2が全焼。従業員1名を含む30名が死亡、44名が重傷を負う惨事となった。犠牲者は富山県黒部市から訪れていた会社の従業員らが多くを占めていたほか、新婚旅行でこの地を訪れていた富山県と三重県からの新婚夫婦の合計2組4名も含まれていた。

## その後
池之坊満月城の経営者は防火管理者としての防火管理責任を問われたが、裁判では顧問的立場である者（現在、広告会社）が消防署等に働きかけたこともあり、執行猶予付きの有罪判決にとどまった。その後、建設中で被災を免れた11階建ての高層ビル「北の丸」、損傷の少なかった扇状の「西の丸」、火災後に新築した「二の丸」で1970年代前半に営業を再開した。一時期はテレビCMも作られ、団体客を中心に客足が回復したものの、火災の影響により経営は低迷、バブル崩壊後の宿泊客の減少と1995年の阪神・淡路大震災の被災で営業を休止。しばらくして営業を縮小して再開するが、2007年頃から建物や設備の老朽化や耐震性の問題もあって再び無期限休業に入り、宿泊施設としては実質的に廃業状態になっている。ただし、法人としての（株）池之坊満月城（1961年設立）は現存しており、跡地では時間貸し駐車場の「池之坊有料駐車場」を運営している。
温泉寺境内には池之坊満月城遭難者慰霊塔が作られており、当時の惨事を今に伝えている。
この火災を契機に「旅館ホテル防火安全対策連絡協議会」が設けられた。
池之坊満月城と同様に防火体制の不備を消防署から事前に指導を受けながら、防火体制の改善を行わなかったホテルニュージャパンも、1982年に火災事故を起こして33名の死者を出し、経営者の横井英樹もやはり有罪判決を受けている。